# Харамбаша
Харамбаша (серб. кир.: Харамбаша) — чин старшого командира гайдуцької ватаги (розбійницької банди).

## Етимологія
Воно походить від турецького слова, що означає ватажка бандитів (тур. haramibaşı haram — «Бандит» + baş — «Голова»), і був, як і деякі інші османські турецькі назви, прийняті в нерегулярних ополченнях чорногорських, сербських і хорватських повстанців (бімбаша, сердар, булюбаша).

## Використання
- Чорногорські гайдуки
- Cербські гайдуки
- Військовий кордон : серессанери, пандури та ін.
- Сербської революції більшість верховних командувачів були колишніми харамбашами
- Військові Князівства Чорногорія
- Сербська православна традиція Čuvari Hristovog Groba («Охоронці Христової могили») у Врліці, Хорватія